# Nikólaos Chatzís
Nikólaos Chatzís (en grec moderne : Nικόλαος Χατζής), dit Níkos Chatzís (en grec moderne : Νίκος Χατζής), né le 2 mai 1976 à Stuttgart en Allemagne, est un footballeur germano-grec, qui évoluait au poste de milieu de terrain.

## Biographie
Né en Allemagne de parents grecs, Chatzís commence le football au centre de formation du VfB Stuttgart, avant d'intégrer le Stuttgarter Kickers en 1996. 
Il passe professionnel en 1996 et dispute son premier match professionnel en 2. Bundesliga contre le VfB Oldenburg, le 18 août 1996.
Il joue 75 matchs en deuxième division allemande, inscrivant deux buts.